# RIM-8 Talos
Талос (на английски: RIM-8 Talos) е американска зенитна управляема ракета с далечен радиус на действие, влизаща в състава на зенитния ракетен комплекс с морско базиране „Талос“. Приета на въоръжение от ВМС на САЩ през 1957 г., извадена от експлоатация през 1979 г. Тя е една от първите зенитни ракети използвани в корабите на ВМС на САЩ.
Първите кораби, въоръжени с тази ракета са трите крайцера от типа „Галвистън“, преоборудвани в периода 1958 – 1961 г.
Ракетата RIM-8 „Талос“ носи обикновена или ядрена бойна част W30 с мощност от 2 килотона. Тягата се осигурява от твърдогоривен ускорител за ускорителния участък от полета и правопоточен въздушнореактивен двигател на компанията Bendix Corporation на участъка от управляемия полет до целта. Пусковата установка е палубна подвижна, с две пускови релси и долно окачване на ракетите. Най-близкият съветски аналог, ЗУР 3М8 за ЗРК „Круг“, също има двустепенна компоновка.
Модификацията на ракетата за използване за целите на противоракетната отбрана на корабите (за унищожаване на ПКР на подлета) получава названието „Супер Талос“.
Неизразходваните към 1976 г. ракети „Талос“ са преправени на свръхзвуковите ракети-мишени MQM-8G „Вандал“. Запасът от тези ракети е изразходван към 2008 г.

## История
Първият пуск на серийния образец на ракетата от борда на кораба-носител, – ракетния крайцер USS Galveston (CL-93) („Галвистън“), – се състои на 25 февруари 1959 г.

## Задействани структури
В разработката и производството на ракетите „Талос“ и отделните нейни детайли са задействани следните структури:
| Първостепенни доставчици (частен сектор) - Система за насочване на ракетите и блока за управление на ракетата, изпитания и сглобяване – Bendix Corp., Bendix Products Mishawaka Division, Мишауака, Индиана; - Полуактивна радиолокационна глава за самонасочване – Farnsworth Electronics Co., Форт Уейн, Индиана; - Доплеров прибор на главата за самонасочване – International Telephone & Telegraph Corp., ITT Laboratories Division, Натли, Ню Джърси; - Аналогово-цифров преобразувател – United Aircraft Corp., Norden Division, Ketay Department, Стамфорд, Кънектикът; - Аеродинамични елементи, рулеви поверхности, стабилизация – United Aircraft Corp., Ийст Хартфорд, Кънектикът; - Техническо ръководство на програмната, проектиране на бойната част от пръти – Лаборатория за приложна физика към Университета „Джонс Хопкинс“, Силвър Спринг, Мериленд; - Проектиране, разработка и предсерийно производство на ускорителите – Aerojet-General Corp., Allegany Ballistics Laboratory, Камберленд, Мериленд; - Ядрена бойна част – AT&T Corporation, Sandia Corp., Албакърки, Ню Мексико; - Бордови аналогов изчислител на ракетата – Sperry Rand Corp., Sperry-Gyroscope Division, Грейт Нек, Лонг Айлънд, Ню Йорк; - Безконтактен датчик за целта – Melpar, Inc., Фолс Чърч, Вирджиния (разработка); Motorola Inc., Финикс, Аризона (производство); - Взривател, електромеханично задвижване на управлението на бойната част, часовников механизъм, предпазители/превключватели на взривателя в бойно положение (разработка) – Bulova Watch Company, Research & Development Laboratories, Industrial and Military Products Division, Уудсайд, Куинс, Ню Йорк; Philco Corp., Government Industrial Division, Филаделфия, Пенсилвания; - Ппредпазители/превключватели на взривателя в бойно положение Mk 12 (производство) – Maxson Electronics Corp., Грейт Ривър, Лонг Айлънд, Ню Йорк; - Предпазители/превключватели на взривателя в бойно положение Mk 12 – 0 (производство) – BorgWarner Inc., General Sintering Corp. (Borg Warner), Мелроуз Парк, Илинойс; - Устройство за снаряжаване на бойната част – General Mills, Inc., Минеаполис, Минесота; - Разпределителна кутия – Miller Research Corp., Балтимор, Мериленд; - Набор метални детайли за бойната част – ACF Industries, Inc., Engineering and Research Corporation → ACF Electronics Division, Ривърдейл, Мериленд; Portland Copper & Tank Works, Inc., Портланд, Мейн; - Набор метални детайли за ускорителния двигател – H. K. Porter Co., Inc., National Electric Division, Амбридж, Пенсилвания; - Контролно-проверочна апаратура – Bendix Corp., York Division, Йорк, Пенсилвания; - Инертна бойна част (кухина), масо габаритни макети на ракетите – Washington Technological Association, Роквил, Мериленд; | - Проводници и кабели – Electrodyne Corp., Детройт, Мичиган. Първостепенни доставчици (държавен сектор) - Набор метални детайли за конвенционалната прътна бойна част и двигателя, разработка на транспортния контейнер, товаро-разтоварно оборудване – Naval Ordnance Station Louisville Главно управление по въоръженията на ВМС на САЩ, Луисвил, Кентъки; - Разработка на бойната част – Naval Ordnance Laboratory, Уайт Оук, Силвър Спринг, Мериленд; - Разработка на взривателя и предпазителния механизъм/превключвателя на взривателя в бойно положение – Naval Surface Warfare Center Corona, Главно управление по въоръженията на ВМС на САЩ в Короне, Риверсайд, Калифорния; - Безконтактен датчик за целта (разработка) – Naval Air Warfare Center, Indianapolis в Индианаполис, Индиана; - Снаряжение на бойните части в опитните и предсерийните образци – Naval Ordnance Test Center на Главно управление по въоръженията на ВМС на САЩ в Чайна Лейк Ейкърс, Керн, Калифорния; - Снаряжение на бойните части в серийните образци – Naval Weapons Station Yorktown, Йорктаун, Вирджиния; - Снаряжение на ускорителните двигатели – Индианхедски завод за боеприпаси на ВМС на САЩ, Индиан Хед, Мериленд. Подизпълнители (частен сектор) - Блок за управление на ракетата – Bendix Corp., Bendix-Pacific Division, Северн Холивуд, Калифорния; Bendix Corp., Bendix Radio Division, Балтимор, Мериленд; Bendix Corp., Scintilla Magneto Division, Сидни, Ню Йорк; Brooks & Perkins, Inc., Сейнт Луис, Мисури; Hazeltine Corporation, Литъл Нек, Лонг Айлънд, Ню Йорк; Raytheon Co., Уолтем, Масачузетс; Sonotone Corp., Чикаго, Илинойс; M. C. Manufacturing Co., Индианаполис, Индиана; - Инерционна система за навигации, жироскопна система за пространствена ориентация – General Precision, Inc., Kearfott Guidance & Navigation, Литъл Фолс, Ню Джерси; - Генератори на сверъхвисокочестотно излъчване – Varian Associates, Пало Алто, Калифорния; - Набор метални детайли за корпуса на ракетата, маршева степен, възли за правопоточния въздушно-реактивен двигател, рулевия отсек, блока за управление, главния обтекател – McDonnell Aircraft Corp., Сейнт Луис, Мисури; Fairchild-Stratos Corp., Хейгерстаун, Мериленд; - Корпус на ракетния двигател – Avco Corporation, Lycoming Division, Стратфорд, Кънектикът; - Труднотопими магнезиеви сплави за компонентите на тялото на ракетата – Дау Кемикъл, Мидланд, Мичиган; - Термокерамично покритие на външния бандаж на блока за закрепване на соплото – IIT Research, Armour Research Foundation, Чикаго, Илинойс (разработка); Continental Coatings Corp., Кливланд, Охайо (производство). |

## Конструкция

### Бойна част
На протежение периода на експлоатация, различните модификации на ракетите имат различни типове бойни части. От самото начало на разработката, обикновените осколочно-фугасни бойни части са оценени като непригодни заради бързото намаляване на плътността на полето осколки спрямо отдалечаването от точката на детонация и малката поразяваща способност на отделните осколки.
Бойната част на ракетата има два типа взриватели: контактен и дистанционен радиолокационен. Четирите антени на радиовзривателя създават пред ракетата четири прикриващи се конични сектора, при появата на целта в произволен от тях на дистанция под 30 метра сработва взривният заряд. Право по курса на ракетата се намира „сляпото петно“ на радиовзривателя: счита се, че ако целта се намира право по курса, то ракетата с висока степен на вероятност ще я порази с пряко попадение. Според отзивите на екипажите на оперирашите с „Талос“ кораби вероятността от пряко поражение на мишената на учения е достатъчно висока.

#### Прътна бойна част
Поставяна е на първата модификация – RIM-8A. Разполага се около канала на въздухозаборника на ракетата в предната част. Състои се от множество плътно опаковани пръти, под които има заряд взрив, разхвърлящ прътовете встрани от ракетата при детонация. Макар масата (и следователно, поразяващата способност) на всеки отделен прът да е значително по-голяма, отколкото на обикновения осколок, въпреки това, проблемът с бързото намаляване на плътността на полето от поразяващи елементи се съхранява.

#### Неразривно-прътна бойна част (ранна)
Модификацията на ракетата RIM-8C има вече неразривно-прътна бойна част, поразяващия елемент в която се състои не от отделни пръти, а от сгънат на „хармоника“ стоманен прът с дебелина 8 милиметра. При детонация на заряда взрив, прътът стремително се разгъва, образувайки във въздуха цял пръстен, ориентиран перпендикулярно на централната ос на ракетата и разширяващ се до двадесет метра в диаметър.
Тази модификация съществено повишава ефективността на бойната част на ракетата. Непрекъснатия пръстен като поразяващ елемент гарантира, че неприятелският летателен апарат в радиус от двадесет метра ще бъде поразен почти със 100% вероятност, при това ударът по плоскостта на пръта гарантира много по-тежки повреди, отколкото отделните осколки или пръти.
Първите неразривно-прътни бойни части също се поставят като кух цилиндър, около канала на въздухозаборника на ракетата.

#### Неразривно-прътна бойна част Mk-46
Тази бойна част се поставя на RIM-8E „Универсален Талос“. Главната разлика при нея е разположението – бойната част е пренесена в централното тяло на въздухозаборника (на това място също може да се постави и ядрената бойна част), което позволява да се подобри конструкцията на ракетата и да се усъвършенства конструкцията на бойната част.
Бойната част Mk-46 се състои от слой сгънат на хармоника стоманен прът около заряд. При детонация, прътът образува пръстен с диаметър 30 метра.

#### Ядрена бойна част W-30
Ядрената бойна част W-30, с мощност от 0,5 до 4,7 килотона, е разработена за ефективно поразяване на групови цели (плътни ракетни залпове или самолети в плътно построение). Бойната глава използва сферична имплозия на уранова сплав (94% U235, 5% U238 и 1% U234) с два допълнителни външни източника на неутрони, необходими поради малкото количество разпадащ се материал в главата. За увеличаване на мощността на заряда, непосредствено преди детонацията деутериева газова смес се впръсква от бутилка вътре в бойната глава.
При детонация, бойната глава осигурява ефективно поражение с неутронен поток, светлинна и топлинна вълна на летателни апарати в радиус 900 – 1800 метра от епицентъра. Ударната вълна има по-малко значение, тъй като детонацията обикновено се случва на голяма височина, където атмосферата е съществено разредена. Счита се, че самото наличие на атомни бойни части ще принуди самолетите на противника да разсъсредоточават построението, ставайки така лесна мишена за ракетите с обикновено въоръжение.
Първоначално, с атомните бойни глави е снабдена модификацията RIM-8B и модификацията с увеличен радиус на действие RIM-8D. Атомните бойни части се поставят в централното тяло след входящия отвор на въздухозаборника. Впоследствие е разработена универсалната ракета RIM-8E, която, в зависимост от необходимостите, може бързо да се въоръжи с ядрена или обикновена бойна част.

## Тактико-технически характеристики
Ракетата има следните характеристики:
- Зона на поразяване:
  - по далечина – 105 км
  - по височина – 28 км
- Скорост на ракетата – 2,5 М
- Маса на ракетата:
  - без ускорителя – 1540 кг
  - с ускорител – 3540 кг
- Дължина на ракетата:
  - без ускорителя – 6,15 м
  - с ускорител – 9,50 м
- Диаметър на ракетата – 0,76 м
- Размах на крилата – 2,85 м
- Брой степени – 2
- Тип на двигателя:
  - стартов – твърдогоривен ракетен
  - маршев – правопоточен въздушно-реактивен
- Управление:
  - маршеви участък – по радиолъч
  - финален участък – полуактивно радиолокационно самонасочване
- Бойна част:
  - ядрена – W30
  - прътна
  - неразривно-прътна – 136 кг

## Кораби-носители
- Ракетни крайцери тип „Галвистън“
- Ракетни крайцери тип „Олбани“
- USS Long Beach (CGN-9)

## Коментари
1. ↑  Буквите показват принадлежността към определен класː ВВ – линкор, СС, CL, СА – съответно линеен, лек или тежък крайцер, CV – самолетоносач, DD – разрушител, SS – подводница и т.н.
2. ↑  След това пръстенът се разпада на два и повече сегмента.
3. ↑  Ракети, на които конвенционалните и ядрените бойни части са напълно взаимозаменяеми.